# Forrest Goodluck
Forrest Goodluck, né le 8 juin 1998 à Albuquerque (Nouveau-Mexique), est un acteur américain. Il est connu pour avoir joué le rôle du fils de Hugh Glass, Hawk, dans le film de 2015 The Revenant.

## Biographie
Indien-américain, Forrest Goodluck est né d'un père Navajo. Les ancêtres de sa mère sont Hidatsa, Mandan, Navajo et Tsimshian.
À 15 ans, il est auditionné pour le rôle de Hawk dans le film The Revenant. The Revenant est son premier rôle dans un long métrage,.

## Filmographie

### Courts métrages
- 2014 :  Gaming : Wade Begay
- 2016 : Ink : Destin
- 2018 : Mud : Joseph

### Télévision
- 2016 : Citizen - épisode #1.1 (série télévisée) : Guero
- 2017 : Scalped : Dino Poor Bear
- 2018 : Designated Survivor : Wesleyan Applicant
- 2020 : The Liberator (série d'animation Netflix) : Soldat Cloudfeather
- 2021 : La République de Sarah (The Republic of Sarah) : Tyler Easterbrook
- 2022 : The English (mini-série)
- 2023 : Lawmen : L'histoire de Bass Reeves (Lawmen: Bass Reeves) (série TV) : Billie Crow

### Cinéma
- 2015 : The Revenant d'Alejandro González Iñárritu : Hawk
- 2017 : Cheval indien : Saul (15 ans)
- 2018 : Come as You Are (The Miseducation of Cameron Post) de Desiree Akhavan : Adam Red Eagle
- 2019 : Blood Quantum : Joseph
- 2020 : I Used to Go Here : Animal
- 2021 : Cherry d'Anthony et Joe Russo : James Lightfoot
- 2022 : Sabotage de Daniel Goldhaber
- 2023 : Simetierre : Aux origines du mal (Pet Sematary: Bloodlines) de Lindsey Beer
- 2025 : Trust de Carlson Young

### Jeu vidéo
- 2020 : Tell Me Why : Jeu vidéo : Michael Abila (voix)